# Nav (rapper)
Nav (stilizzato come NAV o ΠΔV), pseudonimo di Navraj Singh Goraya (Toronto, 3 novembre 1989), è un rapper e produttore discografico canadese di origini indiane-punjabi, che pubblica attraverso le etichette XO e Republic Records.

## Biografia
Navraj Singh Goraya è nato il 3 novembre 1989 a Toronto, in Ontario, ed è cresciuto nel quartiere periferico di Rexdale. È di origine punjabi; i suoi genitori sono Sikh originari dello stato settentrionale del Punjab in India. Sua madre era coinvolta nella produzione di computer e suo padre era un manovale. Goraya si interessò per la prima volta alla musica dopo che sua madre gli acquistò un boombox in terza elementare. Suo zio, che era un cantante popolare nel Punjab, lo portò in uno studio. Ha iniziato a creare mash-up al liceo e produrre ritmi per artisti locali underground di Toronto, ed è diventato popolare su SoundCloud. Goraya prima ha iniziato a produrre utilizzando ACID Pro. Nav ha frequentato il Thistletown Collegiate Institute per la sua istruzione superiore e ha dovuto trascorrere un altro anno per laurearsi. Durante lo streaming live di Fortnite con DJ Akademiks, Nav ha parlato di come era coinvolto in molte risse durante il liceo dove è stato spesso sospeso.

## Carriera

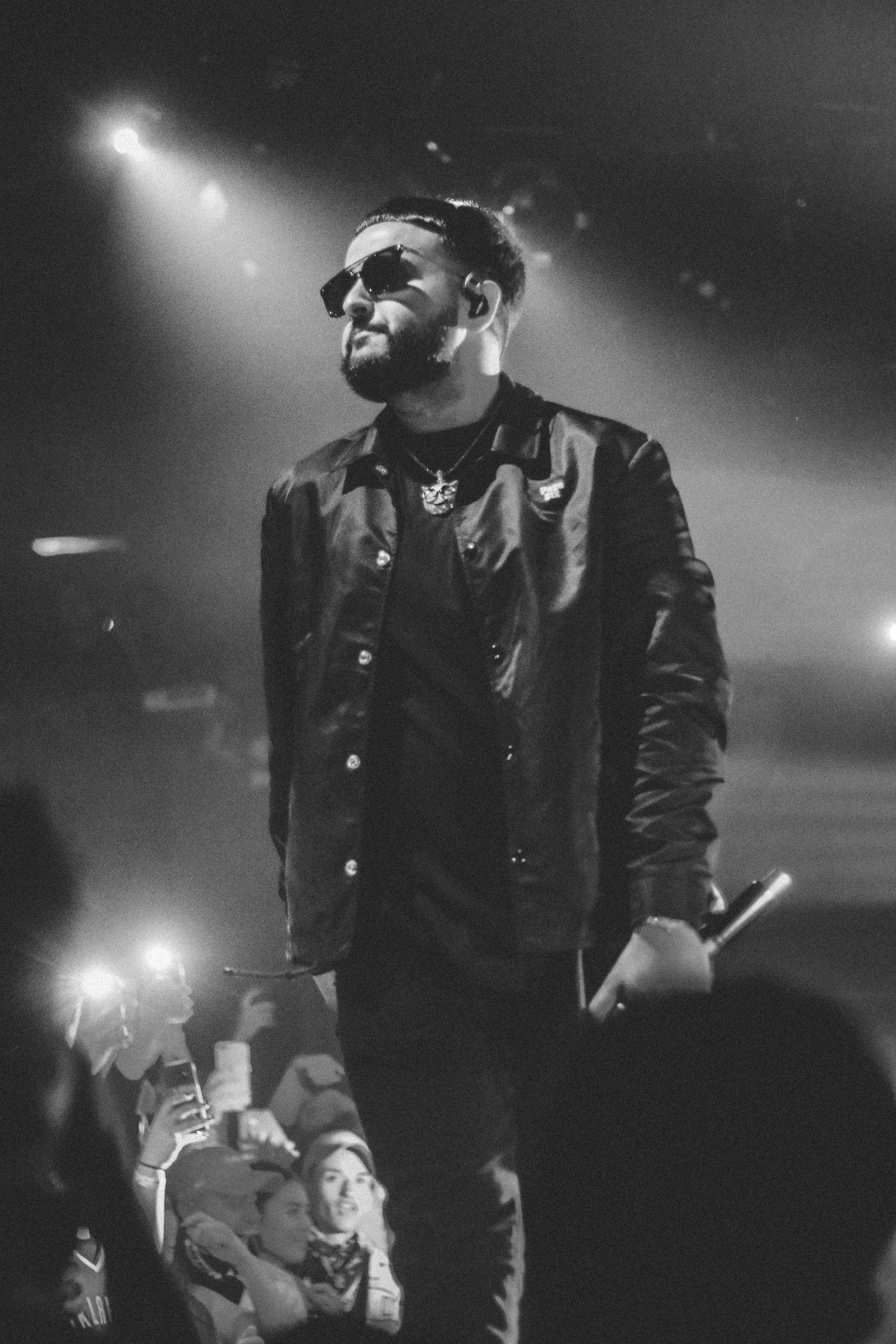
Nav a Denver nel 2018

Nel settembre 2015 Nav ha pubblicato una delle sue prime canzoni attraverso SoundCloud, chiamata "Take Me Simple", che ha ottenuto oltre dieci milioni di ascolti. Nel luglio 2015, ha collaborato alla produzione di Back to Back del rapper Drake.
Nel settembre 2016, Nav ha collaborato con il rapper americano Travis Scott alla canzone Beibs in the Trap tratto dal suo album Birds in the Trap Sing McKnight, album al quale Nav ha anche contribuito attraverso una co-produzione. Essa raggiunse la 90ª posizione nella Billboard Hot 100, e nel luglio 2017 è stato certificato disco di platino dalla Recording Industry Association of America (RIAA) dopo aver venduto oltre un milione di copie al suo interno. Nel febbraio 2017, dopo aver firmato per l'etichetta XO e Republic Records, ha pubblicato il mixtape NAV, che includevano i singoli Myself e Some Way, quest'ultimo eseguito insieme a The Weeknd.
Il 21 luglio 2017 ha pubblicato il mixtape Perfect Timing, realizzato insieme al produttore Metro Boomin, in cui sono presenti Playboi Carti, Offset, Lil Uzi Vert, 21 Savage, Belly e Gucci Mane. Il singolo principale dell'album, "Call Me", ha raggiunto la posizione 89 nella Canadian Hot 100.
Nav ha poi ricevuto una nomination ai Juno Award 2018 come Breakthrough Artist of the Year.
Nel maggio 2018, Nav pubblica il suo primo album in studio Reckless con l'etichetta XO Records e Republic Records, album anticipato dal singolo "Wanted You" realizzato con Lil Uzi Vert il 3 novembre 2017. Il singolo è entrato nella classifica Billboard Hot 100. L'album includeva delle collaborazioni con Quavo e Travis Scott.
Nav ha ricevuto due nomination nella categoria Fan Choice e Rap Recording of the Year ai Juno Awards del 2019.
Il 22 marzo 2019 ha pubblicato con le etichette XO Records e Republic Records il suo secondo album in studio Bad Habits. L'album comprendeva le collaborazioni con Meek Mill, Young Thug, The Weeknd, Gunna e Lil Durk. Bad Habits ha debuttato al primo posto nella classifica US Billboard Top 200 Albums Chart. Alcuni giorni dopo, il 26 marzo 2019, Nav ha pubblicato la versione deluxe dell'album, che includeva collaborazioni con i rapper Future e 88Glam e tutte le canzoni dell'EP Brown Boy.
Il 27 marzo 2020, Nav pubblica il singolo Turks (singolo) insieme al rapper Gunna. La canzone vede anche la partecipazione di Travis Scott. Turks si è poi rivelata essere il primo singolo del terzo album in studio di Nav, Good Intentions (album), poi rilasciato l'8 marzo 2020. L'album, debuttato alla posizione numero uno della Billboard Hot 200, vede la partecipazione di rapper come Young Thug, Lil Uzi Vert, Future, Lil Durk, Don Toliver, Pop Smoke in maniera postuma, e i già citati Gunna e Travis Scott. Tre giorni dopo pubblica la versione deluxe dello stesso, Brown Boy 2, che serve anche da sequel al suo primo EP, Brown Boy, pubblicato esclusivamente su Audiomack. All'album originale vengono aggiunte le partecipazioni di Quavo e Lil Duke.
Il 14 agosto 2020, esce il singolo Lemonade, della collettiva Internet Money e Gunna. Alla canzone partecipano anche Nav e Don Toliver. La canzone è il primo singolo dell'album di debutto della collettiva Internet Money, B4 The Storm. Lemonade raggiunge il numero 6 della Billboard Hot 100, diventando quindi il successo più grande di Nav, Don Toliver, e Internet Money.
Il 6 novembre 2020 Nav pubblica il mixtape Emergency Tsunami, prodotto quasi interamente dal produttore statunitense Wheezy. Il mixtape vede la partecipazione di Gunna, Young Thug, Lil Baby, e Lil Keed. Il mixtape è stato successivamente pubblicato di nuovo con una partecipazione di Future.

## Vita privata
Non si sa molto sulla vita privata di Nav in quanto il rapper non ne parla spesso, ma si sa che vive in un attico a Los Angeles, in California. Attraverso Instagram, Nav pubblica spesso post su come viaggia da Los Angeles a casa sua, Toronto. Ha anche condiviso in alcune canzoni e post di Instagram l'acquisto di una Lamborghini Urus e una Mercedes Benz S63. Nav ha dichiarato durante le interviste che sebbene i suoi genitori non capiscano la sua musica, sono orgogliosi del suo successo e gli augurano il meglio.

## Discografia

### Album in studio
- 2018 – Reckless
- 2019 – Bad Habits
- 2020 – Good Intentions
- 2022 – Demons Protected by Angels

### EP
- 2019 – Brown Boy
- 2020 – Brown Boy II

### Mixtape
- 2016 – The Introduction
- 2017 – NAV
- 2017 – Perfect Timing  (con Metro Boomin)
- 2018 – 1 Night
- 2020 – Emergency Tsunami
- TBA – Perfect Timing II  (con Metro Boomin)

### Singoli
- 2017 – Some Way
- 2017 – Myself
- 2018 – Perfect Timing (Intro)
- 2018 – Call Me
- 2018 – Wanted You (con Lil Uzi Vert)
- 2018 – Freshman List
- 2018 – Champion
- 2018 – Know Me
- 2018 – Tap
- 2020 – Turks (con Gunna feat. Travis Scott)

## Premi e riconoscimenti
- 2018 - Juno Award
  - Candidatura nella categoria Breakthrough Artist of the Year
- 2019 - Juno Award
  - Candidatura nella categoria Fan Choice
  - Candidatura nella categoria Rap Recording of the Year